# سليمان الخضاري
الأستاذ الدكتور سليمان إبراهيم الخضاري (1976) الدكتور سليمان الخضاري هو أستاذ مساعد في قسم الطب النفسي في كلية الطب بجامعة الكويت وكان أيضا رئيس القسم الطبي في مركز الكويت للصحة النفسية حيث ترأس أيضا وحدات الطب النفسي العام والطب النفسي لكبار السن في المركز ذاته.
أسس وترأس أول كلية للطب النفسي في معهد الكويت للاختصاصات الطبية، وكان عضوا في اللجنة الوطنية لكبار السن في وزارة الصحة في الكويت.

## المناصب والتوظيف
عمل كعضو في المجلس التنفيذي الجمعية الخليجية للصحة النفسية من عام 2010 وحتى الآن، يعمل ايضًا كاستشاري للطلب النفسي في معهد دسمان للسكري بدولة الكويت منذ عام 2011، ويعمل أستاذ مساعد الطب النفسي في كلية الطلب في جامعة الكويت.
عضو في اللجنة الوطنية لصحة المسنين منذ 2012 في واللجنة الوطنية لمكافحة الإيدز منذ 2014 في وزارة الصحة الكويتية.
عمل كمندوب الصحة النفسية في الكويت في المجلس التنفيذي لوزراء الصحة في مجلس التعاون خلال عامي 2011 و2012.
خلال عامي 2012 و2015 عمل كرئيس مجلس إدارة كلية الطب النفسي في معهد الكويت للاختصاصات الطبية ورئيس وحدة الطب النفسي العام والطب النفسي لكبار السن في مركز الكويت للصحة النفسية.
عمل كرئيس قسم الطب النفسي في مركز الكويت للصحة النفسية من 2012 وحتى 2014، يرأس الدكتور سليمان جمعية الطب النفسي الكويتية منذ عام 2014، وعضو في اللجنة العليا للمجلس الطبي العام في الكويت.
يعمل حاليًا كاستشاري الطب النفسي في مستشفى شركة نفط الكويت منذ عام 2012.

## العضوية المهنية
- جمعية الطب النفسي الكندية (CPA) ابتداءًا من 2004
- الأكاديمية الكندية للطب النفسي لكبار السن ابتداءًا من 2006
- عضو اللجنة المنظمة لليوم الخليجي في جامعة تورونتو 2006-2007
- رئيس اللجنة التنسيقية للأطباء الكويتيين المبتعثين في أمريكا الشمالية 2006-2008
- الجمعية الأمريكية للأطباء النفسيين (APA) ابتداءًا من 2007
- الجمعية الأمريكية للطب النفسي لكبار السن ابتداءًا من 2007
- الجمعية الدولية للطب النفسي لكبار السن ابتداءًا من 2007
- كلية الأطباء والجراحين بأونتاريو ابتداءًا من 2008
- الكلية الملكية للأطباء والجراحين ابتداءًا من 2008
- شهادة عليا في تأسيس البرنامج الصحية، جامعة تورنتو 2010
- [الجمعية الطبية الكويتية] 2001
- شهادة عليا في التعليم الطبي، جامعة سينسيناتي 2011

## الأبحاث المنشورة
- انتشار الأمراض النفسية بين المتدربين في عيادات الصحة الأولية في الكويت.[1]
- استخدام مضادات الذهان من الجيل الثاني في التدبير العلاجي الحاد لمرض انفصام الشخصية في الشرق الأوسط (إنجليزي).[2]
- أنشطة البحث اللامنهجي بين طلاب الطب الكبار في الكويت: الخبرات والمواقف والحواجز. (إنجليزي) [3]
- زيادة لاموتريجين في اضطراب الوسواس القهري للأطفال المقاوم للعلاج مع متابعة لمدة 16 شهرًا. (إنجليزي) [4]
- كلوزابين، داء السكري، مخاطر القلب والأوعية الدموية والوفيات: نتائج دراسة طبيعية مدتها 21 عامًا في مرضى الفصام والاضطراب الفصامي العاطفي. (إنجليزي)[5]
- دراسة عن الارتباطات النفسية والاجتماعية للانتحار لدى عينة من الانتحاريين في الكويت. (إنجليزي)[6]
- مدة عدم العلاج (التأثير على الصورة السريرية والنتيجة قصيرة المدى). (إنجليزي)[7]
- الفرق بين الجنسين في الذهان العاطفي وغير العاطفي. (إنجليزي)[8]
- قضيب اصطناعي قابل للنفخ من ثلاث قطع: تقنيات جراحية ومخاطر (إنجليزي)[9]
- موقف الممرضات من مرضى الأمراض العقلية في مستشفى عام في الكويت. (إنجليزي)[10]
- كلوزابين، داء السكري، مخاطر القلب والأوعية الدموية والوفيات: نتائج دراسة طبيعية مدتها 21 عامًا في مرضى الفصام والاضطراب الفصامي العاطفي. (إنجليزي)[11]

## المشاريع البحثية الممولة
- الارتباط بين السيتوكينات المؤيدة والمضادة للالتهابات والأعراض الاكتئابية لدى مرضى السكري - الاختلافات المحتملة حسب نوع السكري ودرجات الاكتئاب (إنجليزي)[12]
- العلاج السلوكي المعرفي للالتزام والاكتئاب (CBT-AD) في مرض السكري من النوع الثاني (إنجليزي) [13]

## وصلات خارجية
- الموقع الرسمي للدكتور سليمان الخضاري علي الإنترنت